# 栃木市総合運動公園
栃木市総合運動公園（とちぎしそうごううんどうこうえん）は、栃木県栃木市にある公園（運動公園）である。
1980年（昭和55年）に開催された栃の葉国体ではハンドボール、フェンシングの会場となった。かつては栃木市が直接管理を行っていたが、指定管理者制度へ移行し「メディカルフィットネスとちの木」が指定管理者となっている。

## 施設
- 総合体育館

主競技場、サブ競技場、柔道場、剣道場、トレーニング室、卓球場、会議室を備える。
2020年4月から丸和住宅がネーミングライセンスを取得し、愛称「マルワ・アリーナとちぎ」となる。
- 陸上競技場（サッカー場兼用）

日本陸上競技連盟第二種公認競技場である。球技場としても利用され、関東サッカーリーグに加盟する栃木シティFCのホームスタジアムとして使用される。
- 多目的グラウンド（補助競技場）
- 硬式野球場

全国高等学校野球選手権栃木大会等の試合会場の一つとして使われている。
2009年5月31日には、イースタン・リーグ公式戦巨人対楽天の試合が宇都宮清原球場と連戦で予定されていたが、試合中止となっている。なお、清原球場の試合も降雨ノーゲームとなった。
2017年よりベースボール・チャレンジ・リーグに加入した栃木ゴールデンブレーブスが公式戦を実施している。
2020年4月から木の花ホームがネーミングライセンスを取得し、愛称「とちぎ木の花スタジアム」となる。
- 軟式野球場
- ソフトボール場
- テニスコート
- 弓道場
- 屋外プール
- 屋内プール

## アクセス
- JR両毛線、東武鉄道日光線・宇都宮線
栃木駅からふれあいバス寺尾線「運動公園入口」停留所下車。